# Puig Sistra
El Puig Sistra és una muntanya de 1.990 metres que es troba entre els municipis de Molló i de Setcases, a la comarca catalana del Ripollès.